# Baychester Avenue
Baychester Avenue – stacja metra nowojorskiego, na linii 5. Znajduje się w dzielnicy Bronx, w Nowym Jorku i zlokalizowana jest pomiędzy stacjami Eastchester – Dyre Avenue i Gun Hill Road. Została otwarta 29 maja 1912.